# A Magyar Kultúra Lovagjai 2011
A Magyar Kultúra Lovagja 2011. évi kitüntetettjei

## A Magyar Kultúra Lovagja
450.	 Bardócz Ferenc (Gyergyóditró, Románia) mérnök, „A székelység kultúrájának fejlesztéséért”
451.	 Bába Lucia (Újvidék, Szerbia) riporter, „A határon túli magyar nyelvű tájékoztatás érdekében kifejtett életművéért”
452.	 Bátovszki György (Csömör) polgármester,  „A település életminősége fejlesztéséért”
453.	 Bodza Klára (Budapest) énekművész-tanár, „A népdalkultúra ápolása érdekében kifejtett életművéért”
454.	 Bóta József Sándor (Szíhalom) az alapítványi iskola igazgatója, „Az életminőség fejlesztéséért”
455.	 Csurilla Erzsébet (Abaújszina, Szlovákia) nyugdíjas pedagógus, „A magyar kultúra határon túli ápolásáért”
456.	 Erdélyi Zsuzsanna (Budapest) folklorista, „A magyar néphagyományok gyűjtése érdekében kifejtett életművéért”
457.	 Fenyvesvölgyiné Tóth Zsuzsanna (Bakonszeg) tanítónő, „A kisebbségi kultúra támogatásáért”
458.	 Goldschmied József (Budapest) kulturális menedzser, „A nemzetközi kulturális kapcsolatok ápolásáért”
459.	 Gönczy Sándor (Eszeny, Ukrajna) tanár, „A magyar kultúra határon túli ápolása érdekében kifejtett életművéért”
460.	 Halló József (Ipolyszalka, Szlovákia) helytörténész, „A határon túli magyar kultúra ápolásáért”
461.	 Hudák Józsefné (Balatonakali) tanítónő, „A település közművelődése fejlesztéséért”
462.	 Kiss István (Lepsény) képzőművész, pedagógus, „Az életminőség fejlesztéséért”
463.	 Kissné Pásztor Éva (Szentmártonkáta) kultúraszervező, „A település közművelődésének fejlesztése érdekében kifejtett életművéért”
464.	 Lakrovits László (Szombathely) ny. alezredes, „Katonai hagyományápolásért”
465.	 Magyar Imre (Szegvár) néptáncpedagógus, „A néptánc kultúra ápolásáért”
466.	 Mészáros Magdolna (Felsőszeli, Szlovákia) ny. pedagógus, „A magyar kultúra határon túli ápolásáért”
467.	 Módos Ernő (Szekszárd) borász, mérnök, „A magyar borkultúra és az egészséges életmód fejlesztéséért”
468.	 Molnár Gergely (Kristianstad, Svédország) művelődésszervező, „A magyar kultúra külföldi ápolásáért”
469.	 Molnárné Vida Zsuzsanna (Algyő) ny. népművelő, „A település közművelődésének fejlesztéséért”
470.	 Mosonyi Mihály (Ercsi) ny. ezredes, „A kulturális örökség ápolásáért”
471.	 Nagy Pál (Marosvásárhely, Románia) irodalomtörténész, színház és irodalomkritikus, „A magyar kultúra határon túli ápolásáért”
472.	 Nagy Zoltán (Veresegyháza) közgazdász, „A magyar nemzet kulturális kapcsolatainak ápolásáért”
473.	 Némethné Horváth Emília (Nagykanizsa) vegyészmérnök, „A vallási közösség fejlesztéséért”
474.	 Oláh Lászlóné (Budapest) népművelő, „A haderő kulturális élete fejlesztéséért”
475.	 Dr. Pálffy Géza (Budapest) történész, „A kárpát-medencei népek együttműködésének fejlesztéséért”
476.	 Dr. Suba Györgyné Kocsis Julianna (Jászberény) ny. népművelő, „A kulturális örökség ápolása érdekében kifejtett életművéért”
477.	 Dr. Tanka László (Budapest) újságíró, jogász, „A magyar nemzet kulturális kapcsolatainak ápolásáért”
478.	 Tóthné Szabó Mária (Sárrétudvari) nyugdíjas, „A közművelődés fejlesztéséért”
479.	 Vencsellei István (Debrecen) fotóművész, „Fotóművészeti életművéért”
480.	 Veres–Kimpf Mária (Barcs) zenetanár, „A magyar kultúra határon túli ápolásáért”
481.	 Z. Urbán Aladár (Ipolybalog, Szlovákia) tanító, „A magyar kultúra határon túli ápolása érdekében kifejtett életművéért”

## Az Egyetemes Kultúra Lovagja
482.	 Dr. sc. Dragutin Feletar (Zágráb, Horvátország) egyetemi tanár, „A nemzetközi kulturális kapcsolatok fejlesztéséért”

## Posztumusz A Magyar Kultúra Lovagja
483.	 Béres Károly (Újvidék, Szerbia) református lelkész, „A magyar kultúra határon túli ápolásáért”
484.	 Gróf Hadik András (Futak, Szerbia) katona, államférfi, „A magyar nemzetnek szolgálatáért”
485.	 Horváth Zoltán (Etzwilen, Svájc) nyugdíjas, „A kulturális örökség ápolásáért”